# 南化摺唇蘭
南化摺唇蘭（学名：Tropidia nanhuae）为蘭科摺唇蘭屬下的一个种。

## 扩展阅读
- 維基物種上的相關：南化摺唇蘭